# Nicholas Holmes
Nick Holmes (Southampton, 11 novembre 1954) è un ex calciatore e allenatore di calcio inglese, di ruolo difensore o centrocampista.
Assieme a Steve Williams, è primatista di presenze (12) con la maglia del Southampton nelle competizioni calcistiche europee.

## Palmarès

### Giocatore

#### Competizioni nazionali
- Coppa d'Inghilterra: 1

Southampton: 1975-1976

### Allenatore

#### Competizioni nazionali
- Southern Football League: 1

Salisbury City: 2005-2006

#### Competizioni regionali
- Wiltshire Premier Shield: 3

Salisbury City: 2002–2003, 2007–2008, 2008–2009